# テリーのターボ式ホッピング
テリーのターボ式ホッピング（Telly tries out a Super Teenage Power Pogo Stick）とは、アメリカ合衆国の2000年1月17日にPBSで放送された人形劇のテレビ番組『セサミストリート』のシーズン31の第3861話の物語である。日本では2001年6月30日にNHK教育で放送された。

## ストーリー
テリーは自分が編み出したホッピングの『あっちむいて こっちむいて ホイ!』という新しい技の練習をしていた。するとマリアがやってきて、マリアは『たった今、あなた宛の荷物が届いたんだけど』と言い、テリーは『すぐに向かうよ』と言った。それは、ショッピングセンターに住んでいるチャーリーおじさんからのプレゼントで、中には『ターボ式・ティーンエイジ・パワー・ホッピング』が入っているという。しかしテリーは、チャーリーおじさんとはめったに話もしておらず、自分が何歳なのかおじさんは覚えていないという。そこでテリーは、マリアにチャーリーおじさんからの贈り物を開けてもらった。とても素敵なホッピングだと高く評価したマリアだが、『テリーには大きくて強すぎてまだ無理よ』と言った。しかしテリーは諦めず、『これで十分だよ、乗ってみたい!』と言った。そしてマリアに『いいわよ』とOKをもらい、テリーはそのホッピングを使ったが、暴走して失敗。マリアは、ヘルメットなしではテリーが危ないと考え、『ヘルメットを被りなさい』と言った。何年間もホッピングに乗ってきたテリーは、再びターボ式ホッピングに再挑戦するも大失敗。すると、ターボ式ホッピングに乗ったモンスターのお姉さんが現れ、彼女は『このターボ式ホッピング誰の?』と質問し、テリーが『僕のだよ』と答えた。しかしモンスターのお姉さんに『あなたの!?まだそんな歳じゃないでしょ?』と言われてしまうが、テリーは理解していた。彼女は『私はまだ乗れる歳だから、このターボ式ホッピングを貸して頂けないかしら?』とテリーにお願いをした。テリーは『いいよ、好きに使って』と答えた。そして、モンスターのお姉さんの方がホッピング・ジャンプをした、彼女はターボ式ホッピングに成功したのだ。テリーがモンスターのお姉さんに『どうしてターボ式ホッピングに乗れるのが上手なの？』と聞いたところ、『練習したの』と答えた。するとテリーは『練習すれば上手くなる？』と質問し、お姉さんは『もちろん、その（ターボ式）ホッピングに乗れる子だったらね』と答え、お別れして去った。一方テリーは、ターボ式ホッピングの練習をした。するとフーパーさんのお店にいるアランが窓の外で『やあ、テリー!』と声を掛けると、テリーはターボ式ホッピングの練習に失敗する。アランは『何をしてるの？』と質問し、テリーは『チャーリーおじさんがくれたターボ式ホッピングの練習、でもなかなかコツがつかめない』と答えた。アランは『レッスンを受けてみてよ、やり方を教えてもらうんだ』と言い、テリーに『チューバの練習』を教わった事を思い出させ、テリーは理解しホッピングの練習を始めるが、アランにも『君には無理だ』と言われる。しかし、テリーは決してあきらめることはなかった。すると道を歩くモンスターのお姉さんを見つけ、テリーは声を掛け、『ホッピングに乗れるようになりたいんです、レッスンしてくれませんか？』とお誘いを入れると、モンスターのお姉さんは喜んで引き受け、テリーはレッスンを受けたが、レッスンは失敗。モンスターのお姉さんは『ティーンエイジ・モンスター・パーティー』に行くということで立ち去った。その後、テリーは修理屋さんに戻り、マリアに『僕には乗れない』と伝え、悲惨な思いをした。マリアも小さい頃に似たような事があり、母に『トースターの修理はまだ無理だから大人になるまで待ちなさい』と言われたことがあり、大人になってから数台のトースターに挑戦して成功したという。そしてテリーは『ターボ式ホッピングに乗るのは辞めて大きくなるまで乗りこなして見せるぞ!』と決心し、いままで乗ってきた『普通のホッピング』で乗ると決意し、モンスターのお姉さんに『ターボ式ホッピング』を貸してあげ、その後、モンスターのお姉さんにお手本を見せて終わる。

## 出演者
※声優は吹き替え版のみ表記、担当はNHK版
- テリー・モンスター 声 - 玄田哲章
- マリア 声 - 堀越真己
- モンスターのお姉さん 声 - 滝沢ロコ
- アラン 声 - 真殿光昭
- キャリントン 声 - 玉川砂記子
- グローバー 声 - 落合弘治
- サーカス団長 声 - 玄田哲章
- ゴードン 声 - 玄田哲章
- エルモ 声 - 落合弘治
- ビッグバード 声 - 真殿光昭
- アーニー (バートとアーニー) 声 - 真殿光昭
- スージー・カブルージ 声 - 堀越真己
- フェッフ 声 - 落合弘治
- 『ローラーブレード物語』の女の子 声 - 玉川砂記子
- ローデス・ロペスとジョック・ソト[1]（ニューヨーク・シティ・バレエ団（当時））
- クリストファー・クラムジー 声 - 玄田哲章
- ルクソーJr.

放送されたコーナー
※コーナーの位置を変えて放送、以下は本編を除いた放送当時の順番。
- うたのコーナー『JUMP』
- 子供とマペットのコーナー『君は何歳?（数字の3）』
- サーカスのコーナー『数字の3』※効果音追加バージョン
- うたのコーナー『Have You Ever』（歌 - レオンレッドボーン）
- ゴードン先生にインタビュー『アルファベット』
- 形のコーナー『アフリカン・キルト・パターン 第3話』
- アーニーの"コーナーの時間"『スージー・カブルージーの時間』
- スージー・カブルージーのコーナー『フェッフ、箱に乗って!』
- うたのコーナー『It's a Long Hard Road, But I'm Gonna Get There』（歌 - ジェリー・ネルソン）
- アーニーの"コーナーの時間"『文字の時間』
- 単語のコーナー『文字のG: "go" "girls" "guitar" "goldfish"など』
- アニメのコーナー『惑星に映し出される"G/g"』
- ドラマのコーナー『ローラーブレード』
- アーニーの"コーナーの時間"『数字の時間』
- アニメのコーナー『エジプト: 3個のレモンでレモネードを作る数字のコーナー』
- 数字のコーナー『数字の3:（子供のダンス）』
- うたのコーナー『When You Grow Up』
- バレエのコーナー『上と下』
- 文字のコーナー『文字の"G/g"（筆記用具）』
- 文字のコーナー『ジャイアント"G"（ジャングル）』
- アニメのコーナー『クリストファー・クラムジーの

穴に落ちるところを避けるクラムジー、よそ見したせいで壁にぶつかる。
- ルクソーJr.が実演する『上と下: ジャンプ』

放送カットのコーナー
- 子供のコーナー『上と下: ボール』
- 数字のコーナー: アニマルロック『数字の3 どうぶつのぶた』
- うたのコーナー『大文字の"G"と小文字の"g"』
- アーニーの"コーナーの時間"『うたの時間』
- エルモズワールド『運動』

## 今週の文字と数字
| 文字 | 数字 | ナレーション       |
| ---- | ---- | ------------------ |
| G    | 3    | マリア（堀越真己） |